# Ерденет
Ерденет (на монголски: Эрдэнэт или ᠡᠷᠳᠡᠨᠢᠲᠦ) е вторият по големина град в Монголия след Улан Батор и е столица на аймака Орхон. Разположен е в северната част на страната, в долината между реките Селенга и Орхон. Отстои на 240 км северозападно от столицата на страната Улан Батор, а пътят между двата града е с дължина 371 км. Населението на града според данни от 2008 г. наброява 86 866 души.

## История
Градът е създаден през 1974 г. с цел експлоатацията на залежите на медна руда от мина Ерденет (най-голямата открита мина в Азия Архив на оригинала от 2019-12-16 в Wayback Machine.), намираща се в района. Днес медната мина в града е на 4-то място по големина в света.

## Побратимени градове
- Улан Уде, Русия
- Феърбанкс, Аляска, САЩ
- Едремит, Турция
- Секешфехервар, Унгария